# Bánvölgyi Tamás
Bánvölgyi Tamás (Szeged, 1984. február 1. –) magyar színész.

## Életpályája
1984-ben született Szegeden. A helyi Vedres István Építőipari Szakközépiskolában érettségizett. Érettségi után fél évig főiskolán tanult, majd a Szegedi Színitanodában folytatta tanulmányait, ahol 2006-ban végzett. 2006-tól a Szegedi Nemzeti Színház tagja.

## Színházi szerepei
- Tamási Áron: Énekes madár
- Dés László – Geszti Péter – Békés Pál: A dzsungel könyve - Balu
- Alan Jay Lerner – Frederick Loewe: My Fair Lady - Jamie
- Szabó Magda: Az ajtó - Orvos
- Fazekas Mihály – Benkó Bence – Fábián Péter – Zságer-Varga Ákos: Matyi elszabadul, avagy sok lúd disznót győz - Furkó, furkósbot
- Marc Norman – Tom Stoppard – Lee Hall: Szerelmes Shakespeare - Lambert / Tybalt / Peter / Csónakos
- Móricz Zsigmond: Rokonok - Martiny dr., a városi újság főszerkesztője, az ellenzék vezére
- Eisemann Mihály – Halász Imre – Békeffi István: Egy csók és más semmi - Robicsek
- Székely Csaba: Mária országa - Saraceno Dandolo, velencei főkapitány
- Darvas Benedek – Pintér Béla: Parasztopera - Cowboy
- Presser Gábor-Sztevanovity Dusán: A padlás - Révész és Barrabás / Üteg
- George Orwell: 1984 - Jones, Gondolatrendőr 1
- Kovács Márton-Mohácsi testvérek: Johanna, avagy maradjunk már emberek - Szereplők
- László Miklós: Illatszertár - Kádár úr
- Mihail Bulgakov: Molière, avagy az álszentek összeesküvése - Du Croisy, színész / Fidelitas testvér
- Alekszandr Molcsanov: A gyilkos - Szjéka
- Dargay-Nepp-Romhányi-Strauss: Szaffi - Menyus / Szaffi macska
- Michael Frayn: Függöny fel! - Béla
- William Shakespeare: Szentivánéji álom - Gyalu, asztalos
- Várkonyi Mátyás–Békés Pál: A Félőlény - Irodaszörny
- Friedrich Dürrenmatt: János király - Első polgár Angers-ből, Hóhér, Fülöp szolgálatában, titkár, apród
- Gábor Andor: Dollárpapa - Botlik, a Takarék igazgatója
- Ödön von Horváth: Mesél a bécsi erdő - Havlicsek
- Mihail Afanaszjevics Bulgakov: Menekülés - Buggyonij lovas
- Mihail Afanaszjevics Bulgakov: Menekülés - Gurin, a kémelhárító osztály beosztottja
- Carlo Collodi-Litvai Nelli: Pinokkió - I. Bohóc, I. Nyest, Léggömbös
- Ben Jonson: Volpone - Bíró
- Ion Luca Caragiale: Az elveszett levél - Közművelő, hasonlóképpen
- Molnár Ferenc: Az üvegcipő - Rendőrorvos, Plébános
- Arany János-Gimesi Dóra: Rózsa és Ibolya - Bojtorján, katona (a szkeptikus) – Páfrány, tündérszolga
- Zalán Tibor: Szása i Szása - Garnizon-parancsnok
- Mary Shelley: Frankenstein - Barát 1; Tudós 1
- Bertolt Brecht - Paul Dessau: Kurázsi mama és gyermekei - Írnok
- William Shakespeare: Ahogy tetszik - Voice hunter boys
- Georges Feydeau: A hülyéje - Victor et Jean
- William Shakespeare: Othello, a velencei mór - Hírnök, Matróz, Követ, Tisztek, Nemesek, Hírnökök, Szenátorok, Katonák
- Huszka Jenő-Martos Ferenc-Bakonyi Károly: Bob herceg - Fred
- Thuróczy Katalin: Mátyás mesék - Holló, Szilágyi Erzsébet madara
- Huszka Jenő - Szilágyi László: Mária főhadnagy - Herbert von Waldhausen
- Dale Wasserman: La Mancha lovagja - Juan
- John Steinbeck: Egerek és emberek - Whit
- Bernstein - Laurents - Sondheim: West Side Story - Chino
- Fésűs Éva: Palacsintás király- Éliás királyfi
- Nagy Tibor - Pozsgai Zsolt - Bradányi Iván: A kölyök - Ed, Freddy, Árvaházi felügyelő, Főpincér
- Weöres Sándor: Csalóka Péter - Kocsmáros / 2. paraszt
- Kálmán Imre: Csárdáskirálynő - Rohnsdorf tábornok / Tasziló gróf
- Molnár Ferenc: Liliom - Egy csirkefogó élete és halála - Kádár István
- Georges Feydeau: Bolha a fülbe - Rugby

## Filmes és televíziós szerepei
- S.E.R.E.G. (2024) ...Krasznai százados
- Barátok közt (2014) ...Medve Tibor